# Адаїлтон
Адаїлтон Ма́ртінш Болза́н (порт. Adaílton Martins Bolzan, нар. 24 січня 1977, Сантіагу) — бразильський футболіст, що грав на позиції нападника. По завершенні ігрової кар'єри — тренер.

## Клубна кар'єра
У дорослому футболі дебютував 1995 року виступами за команду «Жувентуде», в якій провів два сезони, взявши участь у 35 матчах чемпіонату. Сезон 1997 року Адаїлтон розпочав в іншій бразильській команді «Гуарані» (Кампінас), але вже влітку після чудового виступу на молодіжному чемпіонаті світу, де молодий нападник забив 10 голів та став найкращим бомбардиром, очікування навколо нього стали дуже високими, і журналісти порівнювали його з Роналду та Ромаріо.
В результаті в липні 1997 року гравця в оренду взяла італійська «Парма». Протягом літа в товариських матчах Адаїлтон виділявся великою кількістю забитих голів, в тому числі один проти «Селтіка», але протягом офіційного сезону він зіграв у Серії А лише тринадцять ігор, забивши два голи, оскільки програвав конкуренцію досвідченим Енріко К'єзі та Ернану Креспо. Свій перший матч в Серії А Адаїлтон зіграв 21 вересня 1997 року проти «П'яченци», а перший гол забив 9 листопада в ворота «Емполі».
Наступного сезону він грав за французький «Парі Сен-Жермен», де за один сезон він провів 19 матчів та забив два голи. У 1999 році він повернувся в Італію, ставши гравцем «Верони», новачка Серії А. Відіграв за команду з Верони наступні сім сезонів своєї ігрової кар'єри (три сещони в Серії А і чотири — в Серії В). Більшість часу, проведеного у складі «Верони», був основним гравцем атакувальної ланки команди, забивши 52 голи в 175 матчах.

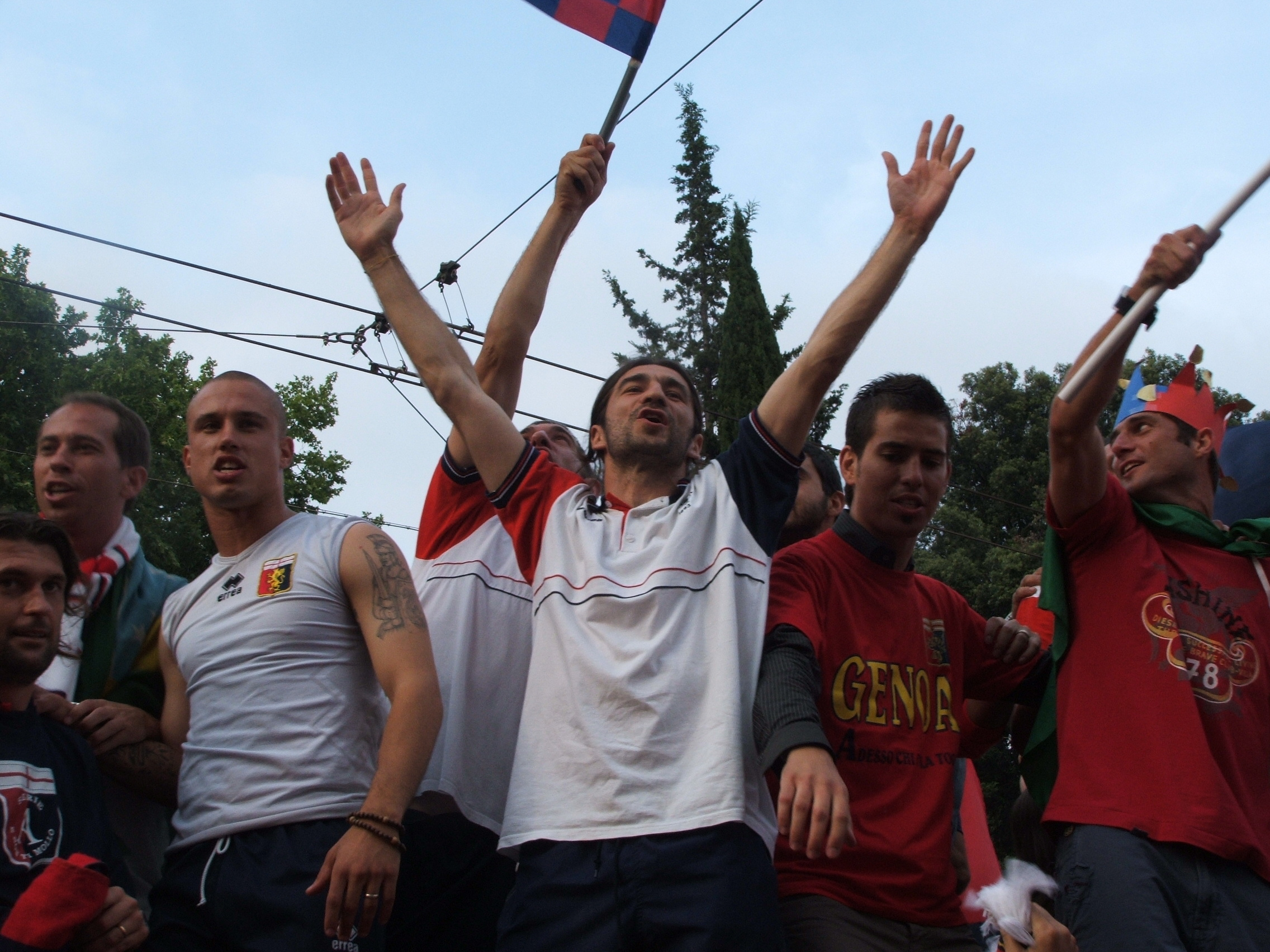
Адаїлтон (крайній ліворуч) з іншими гравцями «Дженоа» святкує вихід до Серії А. 2007 рік.

Влітку 2006 року вступив Адаїлтон перейшов в «Дженоа» з Серії Б, де боровся за місце в складі з такими форвардами, як Джузеппе Скуллі, Лусіано Фігероа і Ільяс Зейтуллаєв. Взимку клуб купив ще й Марко Ді Вайо, в результаті чого утворилася ударна зв'язка нападників Ді Вайо-Адаїлтон, завдяки якій клуб вийшов в Серію А.
Втім сам Адаїлтон залишився грати у другому дивізіоні, оскільки поповнив ряди «Болоньї», і якій він також допоміг вийти у вищий італійський дивізіон у 2008 році. У сезоні 2008/09 команда купила форварда Марко Ді Вайо, і старі знайомі протягом двох сезонів допомагали команді боротися за виживання.
У 2010 році Адаїлтон перейшов у румунський «Васлуй». У цьому клубі Адаілтон отримав нагороду Найкращого гравця «Васлуя» 2011 року і посів друге місце в номінації «Найкращий легіонер Румунії 2011 року». Після закінчення сезону 2011/12 Адаїлтон оголосив про завершення кар'єри., однак в 2013 році відновив її, повернувшись до свого рідного клубу «Жувентуде», де вже остаточно завершив кар'єру 2013 року.

## Виступи за збірну
1997 року залучався до складу молодіжної збірної Бразилії, разом з якою брав участь у молодіжному чемпіонаті Південної Америки в Чилі, де бразильці здобули срібні нагороди, а Адаїлтон з 8 голами став найкращим бомбардиром. Цей результат дозволив поїхати команді і на молодіжному чемпіонаті світу 1997 року в Малайзії. На цьому турнірі Адаїлтон забив 10 голів у чотирьох матчах і став найкращим бомбардиром змагань. При цьому бразилець встановив рекорд турніру, забивши 6 голів в одному матчі проти Південної Кореї (10:3), який протримався до 2019 року, коли його побив норвежець Ерлінг Браут Голанд, забивши 9 голів у ворота Гондурасу (12:0).

## Кар'єра тренера
У 2014 році Адаїлтон почав відвідувати тренерські курси і у липні 2017 року в італійському Коверчано отримав диплом, що дозволяв йому тренувати клуби Серії D. У сезоні 2017/18 Адаїлтон був помічником тренера клубу «Віртус Верона» в Серії D, який в кінці сезону вийшов у Серію С.
11 червня 2019 року Адаїлтон став головним тренером клубу «Вігор Карпането», який грав у Серії D, втім вже 7 жовтня 2019 року він був звільнений після 6 турів та 4 поспіль поразок, в результаті яких клуб опинився на передостанньому місці.

## Статистика виступів

### Статистика клубних виступів
| Сезон               | Команда             | Чемпіонат           | Чемпіонат | Чемпіонат | Національний кубок | Національний кубок | Національний кубок | Континентальні кубки | Континентальні кубки | Континентальні кубки | Інші змагання | Інші змагання | Інші змагання | Усього | Усього |
| Сезон               | Команда             | Ліга                | Ігор      | Голів     | Ліга               | Ігор               | Голів              | Ліга                 | Ігор                 | Голів                | Ліга          | Ігор          | Голів         | Ігор   | Голів  |
| ------------------- | ------------------- | ------------------- | --------- | --------- | ------------------ | ------------------ | ------------------ | -------------------- | -------------------- | -------------------- | ------------- | ------------- | ------------- | ------ | ------ |
| 1997–98             | «Парма»             | A                   | 13        | 2         | КІ                 | 6                  | 1                  | ЛЧ                   | 2                    | 1                    | -             | -             | -             | 21     | 4      |
| 1998–99             | «Парі Сен-Жермен»   | Л1                  | 19        | 2         | КФ+КЛ              | 2+3                | 2+0                | КВК                  | 1                    | 0                    | СФ            | 0             | 0             | 25     | 4      |
| 2999–00             | «Верона»            | A                   | 28        | 7         | КІ                 | 1                  | 0                  | -                    | -                    | -                    | -             | -             | -             | 29     | 7      |
| 2000–01             | «Верона»            | A                   | 18        | 4         | КІ                 | 2                  | 1                  | -                    | -                    | -                    | -             | -             | -             | 20     | 5      |
| 2001–02             | «Верона»            | A                   | 3         | 1         | КІ                 | 0                  | 0                  | -                    | -                    | -                    | -             | -             | -             | 3      | 1      |
| 2002–03             | «Верона»            | B                   | 23        | 5         | КІ                 | 2                  | 0                  | -                    | -                    | -                    | -             | -             | -             | 25     | 5      |
| 2003–04             | «Верона»            | B                   | 23        | 9         | КІ                 | 1                  | 0                  | -                    | -                    | -                    | -             | -             | -             | 24     | 0      |
| 2004–05             | «Верона»            | B                   | 29        | 9         | КІ                 | 2                  | 0                  | -                    | -                    | -                    | -             | -             | -             | 31     | 9      |
| 2005–06             | «Верона»            | B                   | 39        | 15        | КІ                 | 2                  | 1                  | -                    | -                    | -                    | -             | -             | -             | 41     | 16     |
| Усього за «Верону»  | Усього за «Верону»  | Усього за «Верону»  | 163       | 50        |                    | 10                 | 2                  |                      | -                    | -                    |               | -             | -             | 173    | 52     |
| 2006–07             | «Дженоа»            | B                   | 26        | 11        | КІ                 | 4                  | 3                  | -                    | -                    | -                    | -             | -             | -             | 30     | 14     |
| 2007–08             | «Болонья»           | B                   | 32        | 8         | КІ                 | -                  | -                  | -                    | -                    | -                    | -             | -             | -             | 32     | 8      |
| 2008–09             | «Болонья»           | A                   | 23        | 1         | КІ                 | 2                  | 1                  | -                    | -                    | -                    | -             | -             | -             | 25     | 2      |
| 2009–10             | «Болонья»           | A                   | 31        | 11        | КІ                 | 1                  | 0                  |                      | -                    | -                    |               | -             | -             | 32     | 11     |
| Усього за «Болонью» | Усього за «Болонью» | Усього за «Болонью» | 86        | 20        |                    | 3                  | 1                  |                      | -                    | -                    |               | -             | -             | 89     | 21     |
| 2010–11             | «Васлуй»            | ЛI                  | 29        | 11        | КР                 | 1                  | 0                  | ЛЄ                   | 0                    | 0                    | -             | -             | -             | 30     | 11     |
| 2011–12             | «Васлуй»            | ЛI                  | 30        | 6         | КР                 | 4                  | 2                  | ЛЧ+ЛЄ                | 2+6                  | 0                    | -             | -             | -             | 42     | 8      |
| Усього за «Васлуй»  | Усього за «Васлуй»  | Усього за «Васлуй»  | 59        | 17        |                    | 5                  | 2                  |                      | 8                    | 0                    |               | -             | -             | 72     | 19     |
| Усього за кар'єру   | Усього за кар'єру   | Усього за кар'єру   | 366       | 102       |                    | 33                 | 11                 |                      | 11                   | 1                    |               | 0             | 0             | 410    | 114    |

## Титули і досягнення
- Найкращий бомбардир молодіжного чемпіонату Південної Америки: 1997 (8 голів)
- Найкращий бомбардир молодіжного чемпіонату світу: 1997 (10 голів)